# Тунельні щури

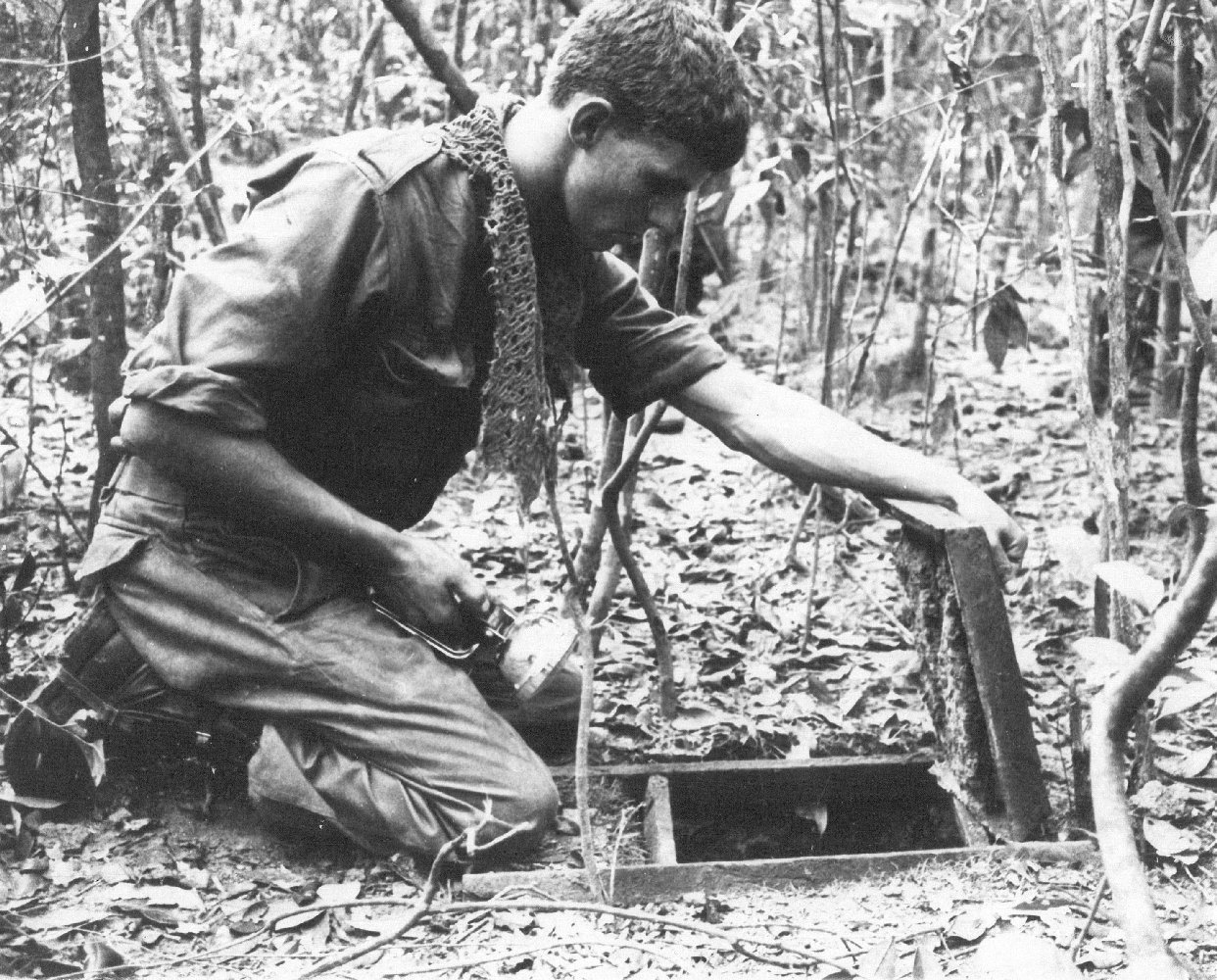
19-річний австралійський солдат і тунельний щур сапер Кіт Міллс.

Тунельні щури (англ. Tunnel Rats) — неофіційна назва підрозділів збройних сил США, Австралії та Нової Зеландії під час В'єтнамської війни, створені спеціально для дій у підземних тунелях, виритих в'єтнамськими партизанами. 
Пізніше подібні угрупування використовувалися радянською армією під час війни в Афганістані та збройними силами Ізраїлю в кампаніях на Близькому Сході.